# Grand Prix Nizozemska 1952
Grand Prix Nizozemska 1952 (oficiálně III Grote Prijs van Nederland) se jela na okruhu Circuit Zandvoort v Zandvoortu v Nizozemsku dne 13. srpna 1952. Závod byl sedmým v pořadí v sezóně 1952 šampionátu Formule 1.

## Kvalifikace
| Poř. | No. | Jezdec              | Konstruktér           | Čas    | Ztráta |
| ---- | --- | ------------------- | --------------------- | ------ | ------ |
| 1    | 2   | Alberto Ascari      | Ferrari               | 1:46.5 | —      |
| 2    | 4   | Nino Farina         | Ferrari               | 1:48.6 | + 2.1  |
| 3    | 32  | Mike Hawthorn       | Cooper-Bristol        | 1:51.6 | + 5.1  |
| 4    | 6   | Luigi Villoresi     | Ferrari               | 1:51.8 | + 5.3  |
| 5    | 12  | Maurice Trintignant | Gordini               | 1:53.0 | + 6.5  |
| 6    | 8   | Jean Behra          | Gordini               | 1:54.5 | + 8.0  |
| 7    | 34  | Ken Wharton         | Frazer-Nash-Bristol   | 1:54.7 | + 8.2  |
| 8    | 10  | Robert Manzon       | Gordini               | 1:54.8 | + 8.3  |
| 9    | 26  | Lance Macklin       | HWM-Alta              | 1:55.2 | + 8.7  |
| 10   | 28  | Duncan Hamilton     | HWM-Alta              | 1:55.8 | + 9.3  |
| 11   | 14  | Paul Frère          | Simca-Gordini-Gordini | 1:58.2 | + 11.7 |
| 12   | 18  | Gino Bianco         | Maserati              | 1:58.4 | + 11.9 |
| 13   | 22  | Ken Downing         | Connaught-Lea-Francis | 1:58.6 | + 12.1 |
| 14   | 30  | Dries van der Lof   | HWM-Alta              | 1:59.4 | + 12.9 |
| 15   | 20  | Jan Flinterman      | Maserati              | 2:01.8 | + 15.3 |
| 16   | 16  | Chico Landi         | Maserati              | 2:02.1 | + 15.6 |
| 17   | 24  | Charles de Tornaco  | Ferrari               | 2:03.7 | + 17.2 |
| 18   | 36  | Stirling Moss       | ERA                   | 2:04.5 | + 18.0 |

## Závod
| Poř.   | No. | Jezdec                     | Konstruktér           | Počet kol | Čas/Odstoupení | Pořadí na startu | Body |
| ------ | --- | -------------------------- | --------------------- | --------- | -------------- | ---------------- | ---- |
| 1      | 2   | Alberto Ascari             | Ferrari               | 90        | 2:53:28.5      | 1                | 9    |
| 2      | 4   | Nino Farina                | Ferrari               | 90        | + 40.1         | 2                | 6    |
| 3      | 6   | Luigi Villoresi            | Ferrari               | 90        | + 1:34.4       | 4                | 4    |
| 4      | 32  | Mike Hawthorn              | Cooper-Bristol        | 88        | + 2 kola       | 3                | 3    |
| 5      | 10  | Robert Manzon              | Gordini               | 87        | + 3 kola       | 8                | 2    |
| 6      | 12  | Maurice Trintignant        | Gordini               | 87        | + 3 kola       | 5                |      |
| 7      | 28  | Duncan Hamilton            | HWM-Alta              | 85        | + 5 kol        | 10               |      |
| 8      | 26  | Lance Macklin              | HWM-Alta              | 84        | + 6 kol        | 9                |      |
| 9      | 16  | Chico Landi Jan Flinterman | Maserati              | 83        | + 7 kol        | 16               |      |
| Ret    | 34  | Ken Wharton                | Frazer-Nash-Bristol   | 76        | Ložisko        | 7                |      |
| Ret    | 36  | Stirling Moss              | ERA                   | 73        | Motor          | 18               |      |
| NC     | 30  | Dries van der Lof          | HWM-Alta              | 70        | Neklasifikován | 14               |      |
| Ret    | 22  | Ken Downing                | Connaught-Lea-Francis | 27        | Tlak oleje     | 13               |      |
| Ret    | 24  | Charles de Tornaco         | Ferrari               | 19        | Motor          | 17               |      |
| Ret    | 14  | Paul Frère                 | Simca-Gordini-Gordini | 15        | Spojka         | 11               |      |
| Ret    | 8   | Jean Behra                 | Gordini               | 10        | Elektronika    | 6                |      |
| Ret    | 20  | Jan Flinterman             | Maserati              | 7         | Diferenciál    | 15               |      |
| Ret    | 18  | Gino Bianco                | Maserati              | 4         | Náprava        | 12               |      |
| Zdroj: |     |                            |                       |           |                |                  |      |

Poznámky
1. ↑  Alberto Ascari získal jeden bod za zajetí nejrychlejšího kola.

## Průběžné pořadí po závodě
Pohár jezdců
|   | Pořadí | Jezdec         | Body    |
| - | ------ | -------------- | ------- |
|   | 1      | Alberto Ascari | 36 (45) |
| 1 | 2      | Nino Farina    | 24      |
| 1 | 3      | Piero Taruffi  | 22      |
|   | 4      | Rudi Fischer   | 10      |
| 2 | 5      | Mike Hawthorn  | 10      |